# The Magic Shoemaker Live
The Magic Shoemaker Live is het enige livealbum van de Britse muziekgroep Fire. Fire bestond al sinds 1969 niet meer, toch bleef hun enige studioalbum The Magic Shoemaker tot de verbeelding spreken, zeker binnen de kringen rondom Strawbs. Het album bevatte de eerste versie van It’s just love, een Strawbs-klassieker die dus veel eerder is gecomponeerd. Het originele conceptalbum vertelde een sprookje over een schoenmaker die een bijzondere manier van vliegen uitvindt en daarmee de vrede weet te bewaren tussen rivaliserende koninkrijken. Na dat album viel de band uiteen. Lambert vertrekt en komt uiteindelijk bij Strawbs terecht; de andere leden vinden emplooi buiten de muziekwereld.In 2007 komt het tot een kleine reünie en dit album werd op 30 november en 1 december 2007 opgenomen in het Windlesham Theatre in Surrey. De volgorde van de liedjes van het originele album is enigszins aangepast om de single Father is te passen.

## Musici
- Dave Lambert – zang, gitaar, toetsen
- Richard Dufall – basgitaar, achtergrondzang
- Bob Voice – slagwerk
- Ray Hammond (vroegere manager) – verteller

## Composities
- Overture (to a shoemaker)
- Children of imagination
- Tell you a story
- Magic shoes
- Reason for everything
- Treacle toffee world
- Only a dream
- Flies like a bird
- It would’t have happened in my day
- War
- Like to help you if I can
- I can see the sky
- Father’s name is Dad
- It’s just love
- Shoemaker
- Happy man am I
- Mama when will I understand (losse track)